# Hans Loch (Architekt)
Hans Loch (* 31. Jänner 1924 in Innsbruck; † 13. März 2005 in Gries am Brenner) war ein österreichischer Architekt.

## Leben
Hans Loch wuchs als Sohn des Wirtsehepaares vom Gasthof Weisses Rössl in Gries am Brenner auf. Am Gymnasium in Innsbruck war Ernst Degn sein Zeichenlehrer. Kurz vor der Matura musste er zum Kriegsdienst im Zweiten Weltkrieg einrücken und war in Norddeutschland in kanadischer Kriegsgefangenschaft. Nach der Matura studierte er bis 1950 Architektur an der Technischen Hochschule Graz und machte 1955 die Prüfung zum Ziviltechniker. 1965 gründete er sein eigenes Architekturbüro in Innsbruck und wurde weiters 1967 zum Bausachverständigen für den Bezirk Innsbruck-Land ernannt.

## Realisierungen

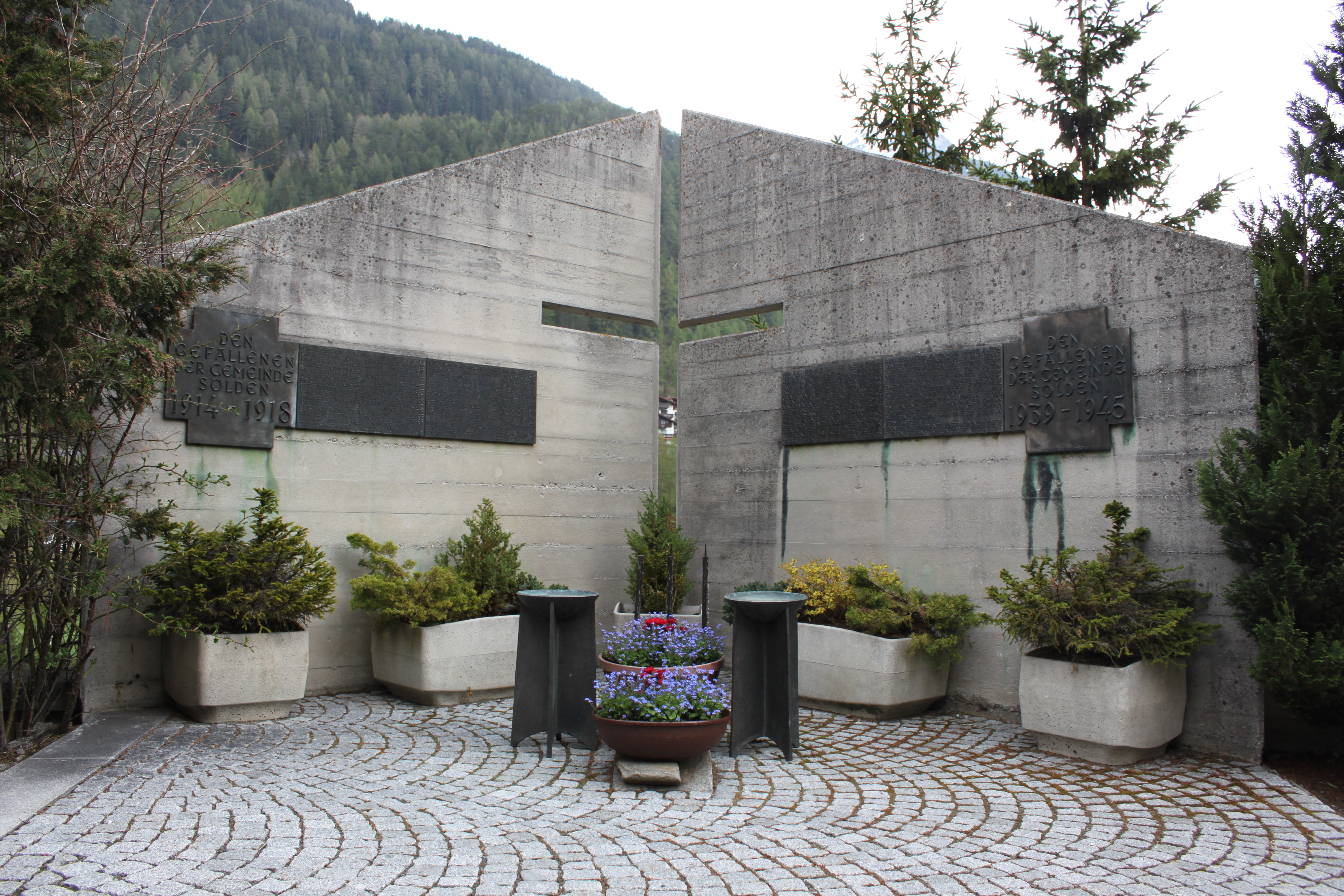
Kriegerdenkmal in Sölden

- 1960 Totenkapelle am Friedhof in Gries am Brenner[2]
- 1966/1967 Umbau der Pfarrkirche Aldrans[2]
- 1966–1968 Volksschule, Kindergarten und Lehrerwohnhäuser (heute Mittelschule) in Gries am Brenner[3]
- 1969 Kriegerdenkmal im Friedhof der Pfarrkirche Sölden
- 1976 Neue Totenkapelle im Neuen Friedhof in Sistrans[2]
- 1979 Umbau des Kurmittelhauses in Hall in Tirol[4]
- um 1987 Friedhofserweiterung und Totenkapelle in Weerberg[5][6]
- 1994/1996/2000 Generalsanierung des Klimahauses Patscherkofel[7]